# Твоя студия и ты
«Твоя студия и ты» (англ. Your Studio and You) — комедийный короткометражный фильм, созданный в 1995 году Мэттом Стоуном и Треем Паркером и выпущенный комедийным режиссёром Дэвидом Цукером. Фильм был снят для показа на вечеринке в компании Seagram для работников этой фирмы, устроенной по случаю покупки студии Universal. Фильм пародирует стиль образовательных фильмов 1950-х годов, таких, как «Пригнись и накройся», подшучивая над студией Universal и её талантами. Съёмки проходили в служебных помещениях и окрестностях студии Universal. Фильм длится примерно 14 минут.
Разрешая дуэту авторов снимать этот фильм, Дэвид Цукер не обратил внимание на то, что сценария у фильма не было, поэтому всё происходящее придумано Паркером и Стоуном меньше чем за час до того, как было снято. Двое авторов обходились без сна шесть с половиной дней, снимая фильм. Это был самый длинный бессонный период в их жизни.
Этот фильм известен тем, что стал первой работой в Голливуде будущих создателей «South Park». Паркер сказал по этому поводу: «Возможно, у любого получился сделать небольшой фильм без какого-либо опыта изготовления такого фильма, потому что тогда это были всего лишь двое чуваков из колледжа, которым внезапно выпала возможность порежиссировать Стивена Спилберга». У фильма не состоялось никакого публичного релиза, так как он был предназначен сугубо «для внутреннего использования» (даже создатели не получили по личной копии фильма). Однако, копии фильма попали в интернет. Сайт Ifilm недолгое время держал в доступе этот фильм; он получил там определённый промоушн, появились баннеры. Однако спустя некоторое время видео было убрано с сайта.

## Появление знаменитостей
Фильм также примечателен появлением большого числа знаменитостей, работающих на Universal. Среди них: Эндрю Бергман, Джеймс Кэмерон (показан подстригающим растения на Universal), Шон Кэссиди, Робин Кук, Шелли Фабаре, Майкл Джей Фокс (иногда его путают здесь с Дайаном Бахаром, долгое время работавшим со Стоуном и Паркером), Брайан Грейзер, Heavy D, Джеффри Катценберг, Анджела Лэнсбери (показана красящей дом, где снимался «Психо»), Трейси Лордс, Деми Мур, Даррин Пфайффер, Джон Синглтон, Стивен Спилберг (показан гидом Unviersal Studios), Сильвестр Сталлоне (в образе Рокки Бальбоа; во время его речи даются субтитры ради комического эффекта), Марти Стюарт, Дэвид Цукер и Джерри Цукер.
Мэтт Стоун вместе с Треем Паркером появляются как двое обедающих парней в сегменте «It’s UCS for me!» Кроме того, Стоун появляется в роли матерящегося рок-музыканта.